# Lavertezzo
Lavertezzo je obec ve švýcarském kantonu Ticino, okresu Locarno. Žije zde přibližně 1 300 obyvatel.
Od sloučení hlavní obce Lavertezzo Valle, která se nachází v údolí Verzasca, s dalšími obcemi do obce Verzasca 18. října 2020 je území obce totožné s územím vesnice Riazzino (Lavertezzo Piano), která byla dříve exklávou původní obce Lavertezzo.

## Geografie
Lavertezzo sousedí na severu a východě s obcí Cugnasco-Gerra, na jihu s exklávou Locarna a na západě s Gordolou.

## Historie

Riazzino (1962)

Vesnice Lavertezzo v údolí Valle Verzasca byla poprvé zmíněna v roce 1327 pod dřívějším názvem Laverteze. V roce 1913 byla v obci nalezena bronzová sekera. Ve středověku Lavertezzo, stejně jako Squadra, pravděpodobně patřilo k rozsáhlé vicinii Verzasca. Obyvatelstvo se pohybovalo mezi Lavertezzem a oblastí Terricciuole, která spadala pod společnou jurisdikci Locarna, Minusia a obce Mergoscia. V roce 1920 byla část Terricciuole připojena k Lavertezzu, dnešnímu Riazzinu.
Průmyslová vesnice Riazzino vznikla na bývalých zimních pastvinách a vinicích zemědělců z více než 10 km vzdáleného Lavertezza. Ti provozovali výrazné sezonní pastevectví se sezónními sídly na okraji planiny Magadino (300 m), v údolní vesnici (550 m), na horských pastvinách (Monti, 1000 m) a v Alpách (1800 m). Od 18. října 2020, kdy byla obec Riazzino převedena z údolí Lavertezzo do nově vzniklé obce Verzasca, je jedinou místní částí v obci Lavertezzo.

### Sloučení obcí
Dne 8. února 2004 v referendu neuspělo sloučení obce Lavertezzo s obcemi Brione Verzasca, Corippo, Frasco, Gerra Verzasca, Gordola, Sonogno, Tenero-Contra a Vogorno, přičemž Lavertezzo hlasovalo „pro“ většinou 67 %. 14. dubna 2013 Lavertezzo jako jediná obec odmítlo sloučení své frakce Lavertezzo Valle s obcemi Brione Verzasca, Corippo, Frasco, Gerra Valle (vesnice Cugnas) většinou 58 %. Dne 14. dubna 2013 Lavertezzo jako jediná obec odmítlo sloučení své místní části Lavertezzo Valle s obcemi Brione Verzasca, Corippo, Frasco, Gerra Valle (vesnice Cugnasco-Gerra), Sonogno a Vogorno 58 %, přičemž samotné Lavertezzo Valle hlasovalo pro 64 %, zatímco exkláva Riazzino (Lavertezzo Piano) hlasovala proti 69 %. Dne 25. srpna 2015 rozhodl Spolkový nejvyšší soud, že obec může být nucena ke sloučení, ale ne k rozdělení svého území. To znamenalo, že sloučení údolí v údolí Verzasca opět neuspělo. Kanton poté vytvořil novou legislativu a obce v roce 2018 rozhodly o sloučení, které vstoupilo v platnost 18. října 2020.

## Obyvatelstvo
| Vývoj počtu obyvatel | Vývoj počtu obyvatel | Vývoj počtu obyvatel | Vývoj počtu obyvatel | Vývoj počtu obyvatel | Vývoj počtu obyvatel | Vývoj počtu obyvatel | Vývoj počtu obyvatel | Vývoj počtu obyvatel | Vývoj počtu obyvatel | Vývoj počtu obyvatel | Vývoj počtu obyvatel | Vývoj počtu obyvatel | Vývoj počtu obyvatel | Vývoj počtu obyvatel |
| -------------------- | -------------------- | -------------------- | -------------------- | -------------------- | -------------------- | -------------------- | -------------------- | -------------------- | -------------------- | -------------------- | -------------------- | -------------------- | -------------------- | -------------------- |
| Rok                  | 1636                 | 1850                 | 1900                 | 1950                 | 1970                 | 1980                 | 1990                 | 2000                 | 2010                 | 2012                 | 2014                 | 2016                 | 2017                 | 2020                 |
| Počet obyvatel       | 460                  | 464                  | 685                  | 358                  | 429                  | 615                  | 802                  | 1098                 | 1174                 | 1236                 | 1293                 | 1318                 | 1329                 | 1245                 |

## Doprava
Obcí prochází trať SBB s normálním rozchodem z Bellinzony, navazující na Gotthardskou dráhu. Regionální vlaky na lince Locarno–Bellinzona/Lugano obsluhují zastávku Riazzino v pravidelných intervalech. Spojení s okolními obcemi zajišťují autobusové linky Ferrovie autolinee regionali ticinesi (FART).